# Ekonomiåret 1978

## Händelser

### Januari
- 10 januari - Sveriges budgetminister Ingemar Mundebo presenterar den svenska budgetpropositionen.[1]
- 24 januari – SAS uppges ha beslutat att dra in alla frikort för svenskar utan direkt aknytning till företaget. I Danmark och Norge behålls systemet dock.[1]
- 31 januari – Direktör Carl-Olov Munkberg utses till ny VD för SAS efter Knut Hagrup.[1]

### Februari
- 11 februari - Norge devalverar sin krona med 8 %.[1]
- 16 februari - Sveriges riksbank  sänker diskontot med en halv procent, till 7,5 %.[1]
- 17 februari - Finland devalverar sin mark med 8 %.[1]
- 21 februari - Lars Peterson meddelar att han avgår som generaldirektör på SJ.[1]

### Mars
- Mars - Saab-Scania slutar tillverka herrgårdsvagnen Saab 95.[1]
- 1 mars - USA:s dollar sjunker för första gången sedan andra världskriget till under två västtyska mark.[1]
- 2 mars - Särskilda näringspolitiska delegationen (Bjureldelegationen) tillsattes med uppdrag att analysera det svenska näringslivets situation och att lägga fram förslag till en näringspolitisk förnyelse.
- 9 mars - Under 1977 såldes enligt statistik 142 miljoner p-pillertabletter i Sverige, vilka åts av 32 % av alla svenska kvinnor i befruktningsbar ålder.[1]

### April
- 1 april
  - Barnbidraget i Sverige höjs med 160 svenska kronor och år, till 2 600.[1]
  - Bengt Furbäck från Vaxholm tillträder som chef för SJ.[1]
- 3 april – Arbetslösheten i Europa beräknas uppgå till sju miljoner.[1]
- 11 april – Länsåklagare Torsten Rosenberg meddelar att SAS frikort var olagliga. Förundersökningen läggs dock ned.[1]
- 20 april - Sveriges riksbank sänker diskontot med en halv procentenhet, till 7 %.[1]

### Maj
- 2 maj - Sveriges riksdags socialutskott uttalar oro över det låga barnafödandet i Sverige.[1]
- 10 maj - OECD offentliggör sin rapport över Sveriges ekonomiska läge, samt dess ekonomiska framtid fram till 1985.[1]
- 22 maj
  - Saab Scania har bolagsstämma i Linköping. VD Curt Mileikowsky avgår och ersätts av Sten Gustafsson.[1]
  - Volvo presenterar en sensationell plan på att bli en svensk-norsk koncern med svenska Volvo som ägare till 60 % av aktierna.[1]
- 29 maj - Sveriges riksdag antar med röstsiffrorna 150-136 svenske ekonomiministern Gösta Bohmans förslag till värdesäkert lönesparande%.[1]

### Juli
- 6 juli – Gunnar Hedlund avgår som styrelseordförande för Norrlands Skogsägares Cellulosa vid en extra bolagsstämma.[1]
- 4 juli - USA:s dollar sjunker för första gången på 30 år till under 200 japanska Yen.[1]
- 11 juli - Pris- och kartellnämnden meddelar att inflationstakten i Sverige kraftigt bromsats upp.[1]
- 20 juli - Sveriges riksbank sänker diskontot med en halv procentenhet, till 6,5 %.[1]

### September
- 18 september - Svante Nycander utses till ny chefredaktör för DN.[1]

### Oktober
- 17 oktober – Tre skilling banco-frimärket säljs för 1 miljon D-Mark i Hamburg till advokat Klaus von Werder.[1]

### November
- 15 november – Sveriges riksdag förbjuder all reklam för vin, sprit och starköl från 1 juli 1979.[1]

### December
- 4 december – Kockums accepterar svenska regeringens bud om 20 miljoner SEK.[1]
- 5 december - På EG-toppmötet i Bryssel läggs grunden till EMS. Utanför EU-byggnaden demonstreras för valutan, med texter på olika språk om att inflationskrisen skall motarbetas med en gemensam europeisk valuta.[1]
- 8 december – Norges och Sveriges utrikesministrar godkänner avtalet mellan Volvo och norska staten.[1]
- 11 december – Norge lämnar EMS.[1]

## Bildade företag
- 1 januari - Svenskt Stål AB.[1]

## Konkurser
- Broby Industri, svenskt bruksföretag.

## Priser och utmärkelser
- Sveriges Riksbanks pris i ekonomisk vetenskap till Alfred Nobels minne: Herbert Simon, USA

## Födda
- 13 september – Peter Sunde, norsk-finsk IT-entreprenör, medgrundare av The Pirate Bay.
- Steve Chen, en av grundarna av Youtube.

## Avlidna
- 21 juli – Algot Johansson, 91, grundare av Algots.[1]

### Fotnoter
1. 1 2 3 4 5 6 7 8 9 10 11 12 13 14 15 16 17 18 19 20 21 22 23 24 25 26 27 28 29 30 31 32 33   Horisont 1978. Bertmarks